# Wilhelm Boguslaw Ernst von Birkhahn
Wilhelm Boguslaw Ernst von Birkhahn (geb. 14. Januar 1744 in Mednicken; gest. 2. November 1819 in Tarnowitz) war ein preußischer Landrat.

## Leben

Wappen der preußischen Freiherren von Birkhahn

Wilhelm Boguslaw Ernst von Birkhahn war Angehöriger des Adelsgeschlechts von Birkhahn. Er war der Sohn des Christoph Wilhelm von Birkhahn (1701–1756), Erbherr auf Kirsteindorf, sowie dessen Ehefrau Charlotte († 1759), geb. von Ciesielski. Nach seinem Eintritt in das preußische Heer stieg er im Kürassier-Regiment von Mengden bis zum Rang eines Leutnants auf. Nach Ende seiner Militärzeit wurde er zunächst Steuereinnehmer in Ratibor. Mit Ordre vom 12. Oktober 1788 wurde er zum Nachfolger von Johann Albrecht von Roeder als Landrat des Kreises Pleß ernannt. Das Amt übte er bis 1788 aus, sein Nachfolger wurde Heinrich zu Anhalt-Cöthen-Pleß.

## Persönliches
Wilhelm Boguslaw Ernst von Birkhahn war Besitzer der Güter Ober- und Nieder Mschanna. Er war seit Juli 1790 mit Jeanette Henriette Gottliebe (1765–1837), geb. von Sebottendorf verheiratet.